# The Rocks of Valpre
The Rocks of Valpre er en britisk stumfilm fra 1919 af Maurice Elvey.

## Medvirkende
- Basil Gill som Trevor Mordaunt
- Peggy Carlisle som Christine Wyndham
- Cowley Wright som Bertrand de Montville
- Humberston Wright som Rodolphe
- Barry Bernard som Noel Wyndham